# Pantnagar Airport
Pantnagar Airport är en flygplats i Indien.   Den ligger i delstaten Uttar Pradesh, i den norra delen av landet, 220 km öster om huvudstaden New Delhi. Pantnagar Airport ligger 235 meter över havet.
Terrängen runt Pantnagar Airport är platt, och sluttar söderut. Runt Pantnagar Airport är det tätbefolkat, med 636 invånare per kvadratkilometer. Närmaste större samhälle är Pantnagar, 4,6 km öster om Pantnagar Airport. Trakten runt Pantnagar Airport består till största delen av jordbruksmark.